# Atalopedes campestris
Atalopedes campestris är en fjärilsart som beskrevs av Jean Baptiste Boisduval 1852. Atalopedes campestris ingår i släktet Atalopedes och familjen tjockhuvuden. Inga underarter finns listade i Catalogue of Life.

## Bildgalleri

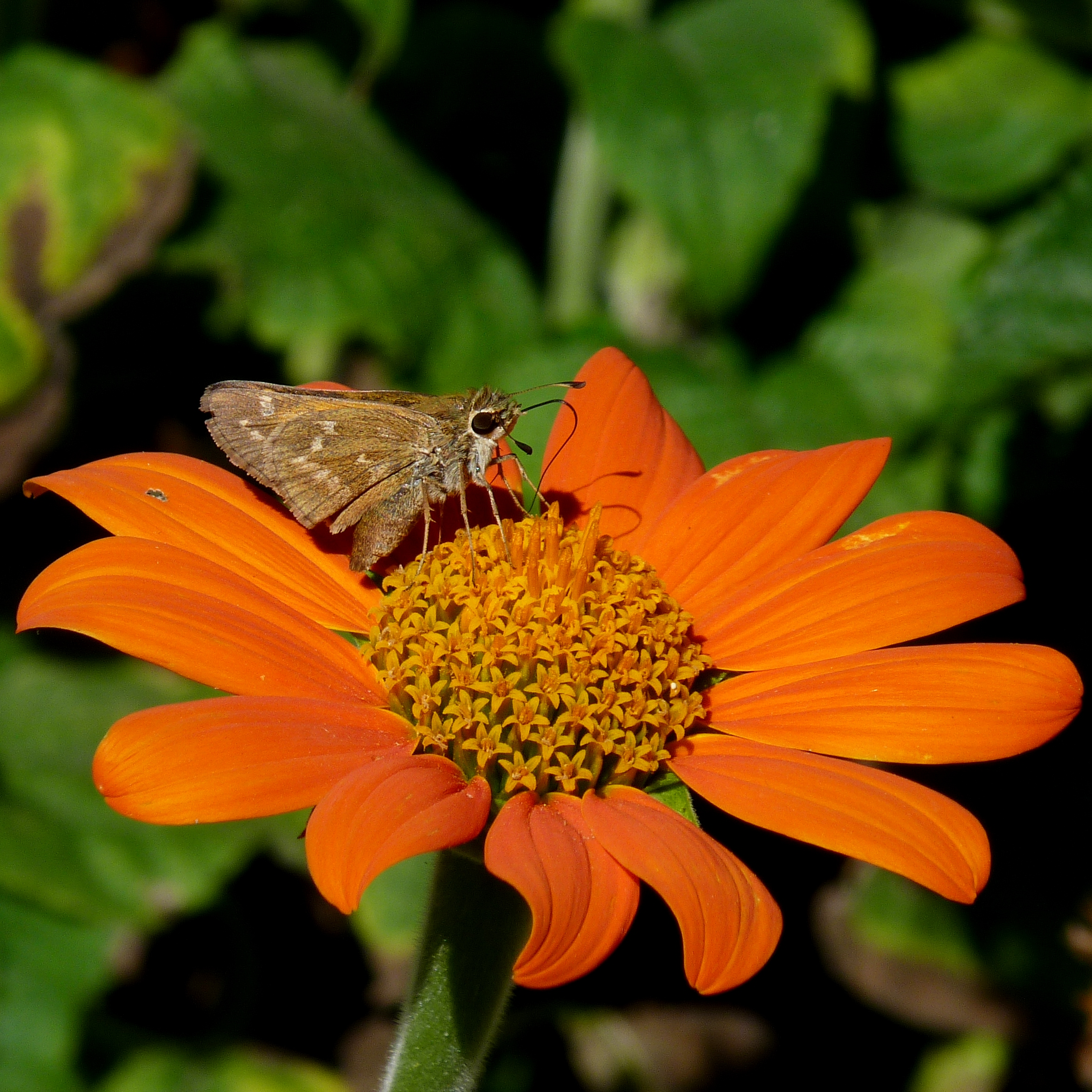
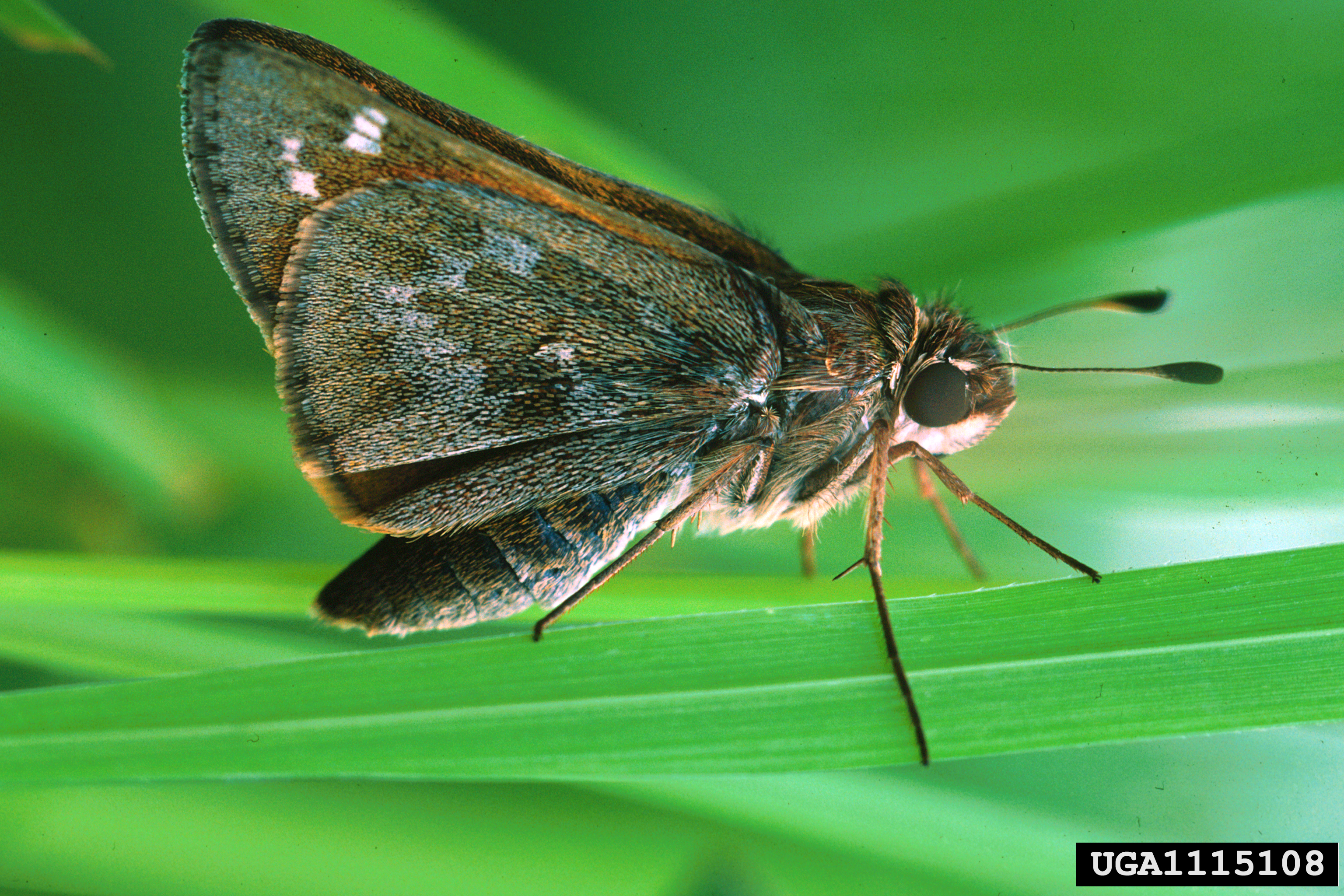
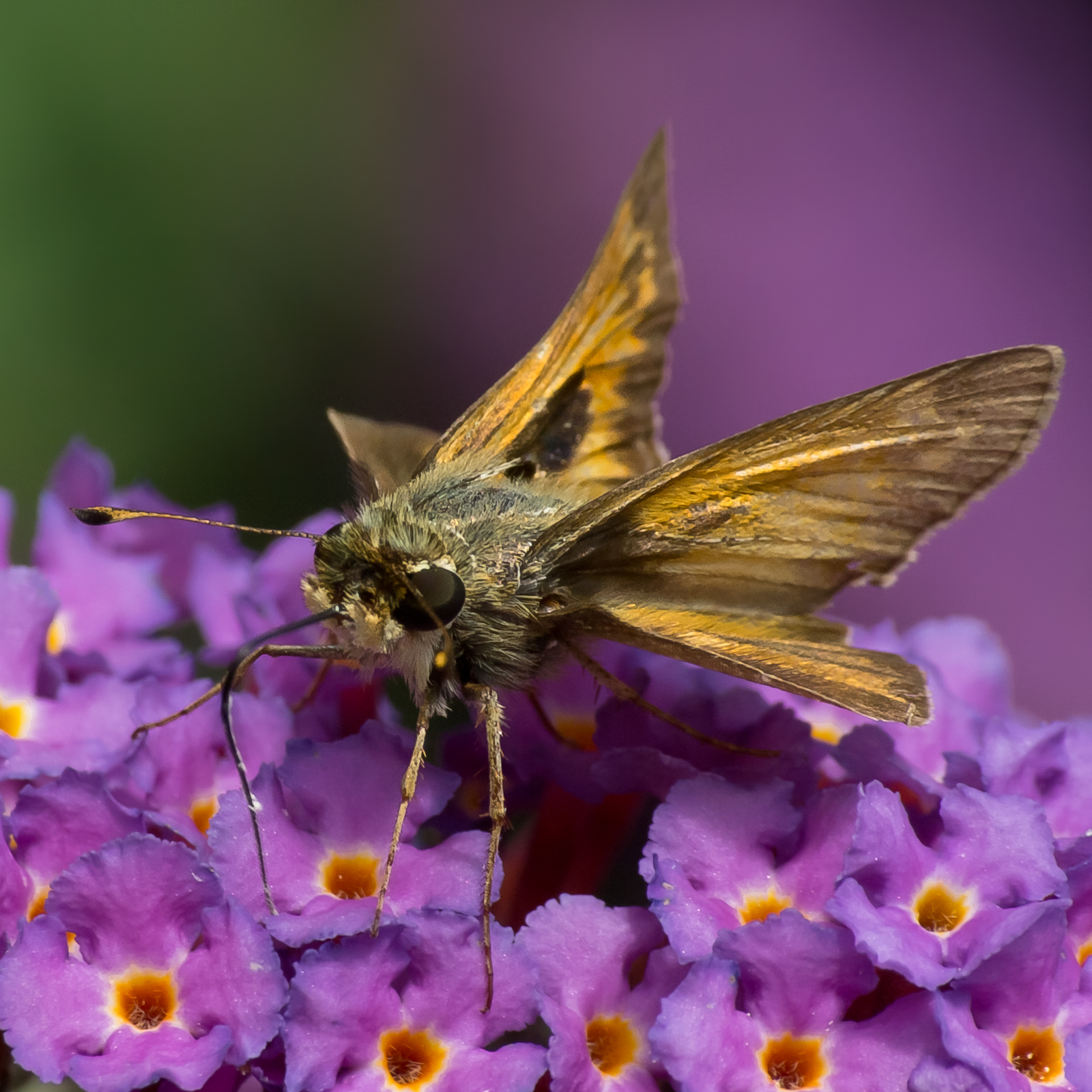
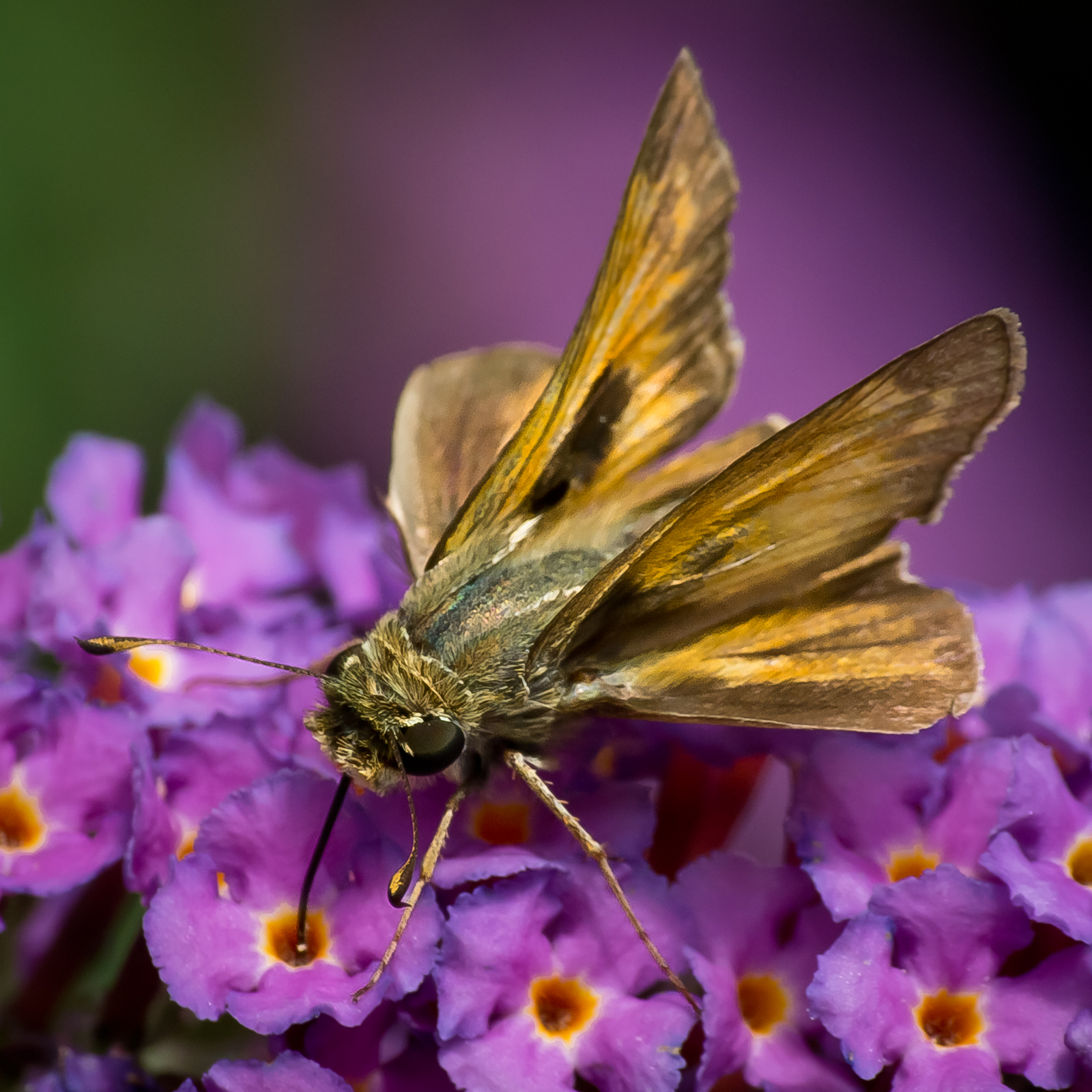
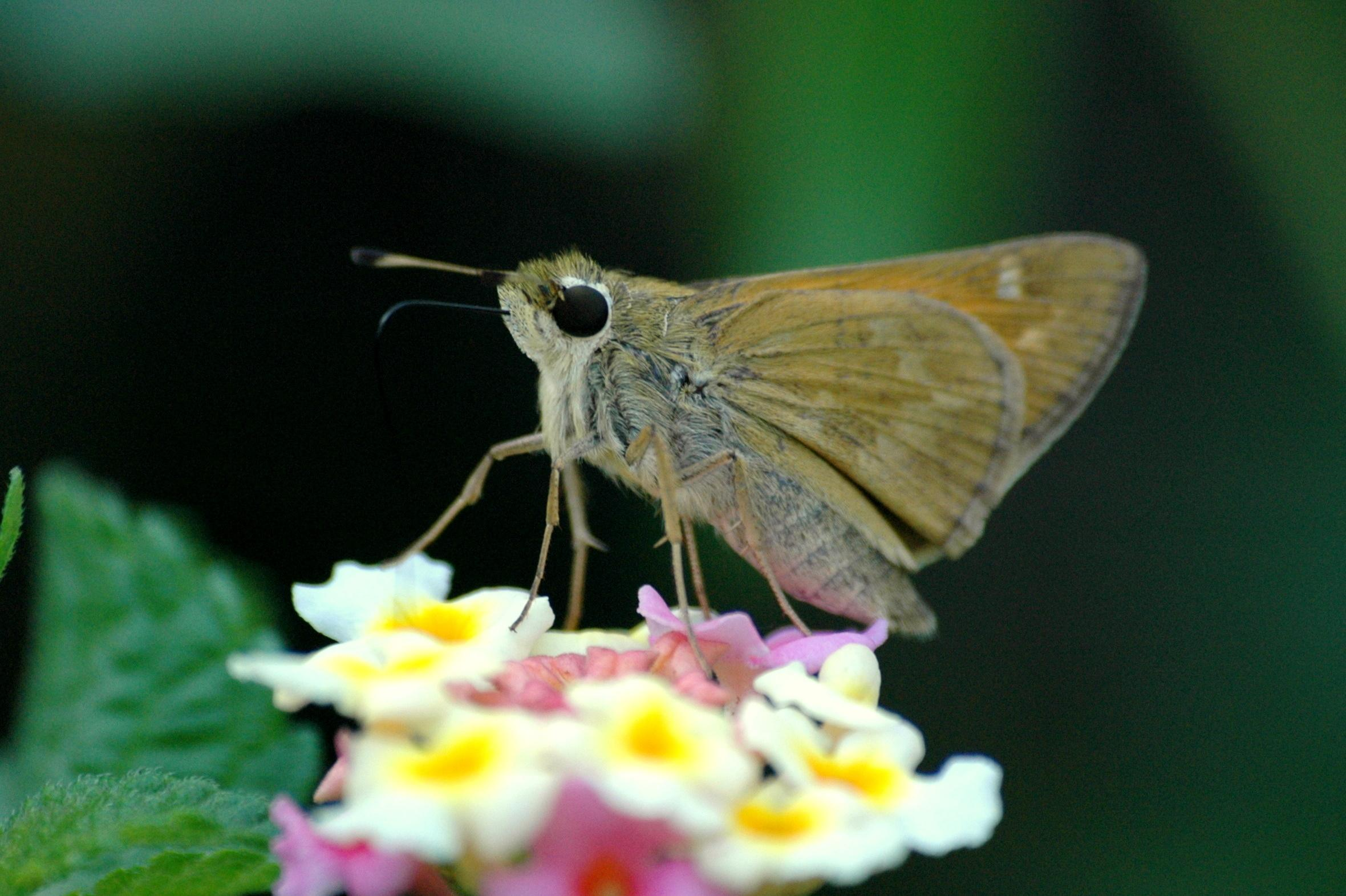
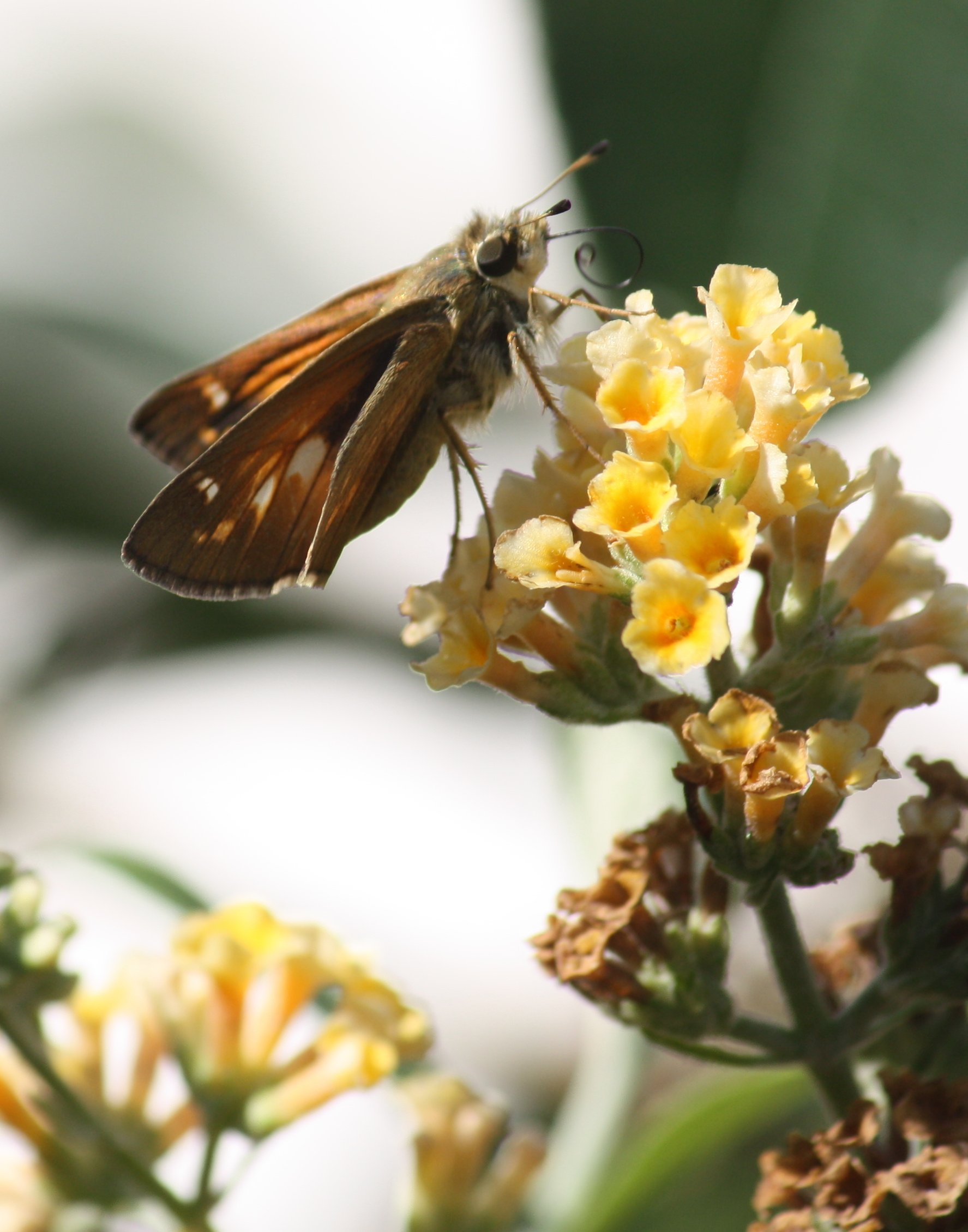